# Stenostephanus purpusii
Stenostephanus purpusii är en akantusväxtart som först beskrevs av Townshend Stith Brandegee, och fick sitt nu gällande namn av T.F. Daniel. Stenostephanus purpusii ingår i släktet Stenostephanus och familjen akantusväxter. Inga underarter finns listade i Catalogue of Life.